# روبن فيتون
روبن فيتون (بالإنجليزية: Robin Fitton)‏ كان متسابق دراجات نارية إنجليزي. نافس في سباقات بطولة العالم لفئة 500 سي سي ولفئة 350 سي سي ولفئة 50 سي سي. توفي إثر حادث تعرض له أثناء السباق.